# Народна библиотека „Иво Андрић“
Библиотека „Иво Андрић“ у Вишеграду је градска јавна установа. Основана је 1922. године као институција која броји 388 свезака, а од 1953. године постала је народна библиотека. Располаже са 41.000 књига. Просторије библиотеке налазе се у згради Дома културе Вишеград.

## Историјат
У складу са својим опредјељењима, „Просвјета“ је 1922. године основала 65 библиотека, међу којима и вишеградску. Прва вишеградска библиотека имала је 388 свезака. Већ од 1933. године у Вишеграду ради стална библиотека са 500 свезака и 80 сталних чланова. Познатије међуратне приватне библиотеке имали су учитељица Јозефина Папо, трговац Бранко Бранисављевић, љекар Елијас Овадије, апотекар Јардо Коза и љекари Теодор и Драга Илић. Вишеградска библиотека је успјела преживјети тешке ратне дане и очувати књижни фонд, дочекавши 1953. годину, када је званично формирана Народна библиотека, у којој су први библиотекари били Васо Вранић и Драгутин Лаловић. Након њих, библиотекарка Милојка Микавица удахњује душу вишеградској библиотеци, која се изградњом Дома културе пресељава у нове просторије. Већ 1957. године почиње серија селидби, што уз мала средства за повећање књижног фонда успорава њен развој.
Библиотека 1987. године прераста у Спомен библиотеку „Иво Андрић“. Тако данас, са шест подручних одјељења, броји преко 41.000 наслова, са просјечним годишњим бројем од 1.000 чланова. Драгоцјени дио је и Спомен збирка књижевника и нобеловца Иве Андрића, која броји више од 500 наслова и периодичних публикација, на преко 30 страних језика. Библиотека је добила бројна признања, међу којима и Плакету „Ђорђе Пејановић“- Друштва библиотекара Републике Српске. Сједиште овог Друштва је у Вишеграду, гдје се сваке године, уз „Вишеградску стазу“, одржавају сусрети библиотекара Републике Српске.